# Lányok a Harvey utcából
A Lányok a Harvey utcából (eredeti cím: Harvey Street Kids) 2018-tól vetített angol televíziós 2D-s számítógépes animációs sorozat. Az animációs játékfilmsorozat rendezői Aliki Theofilopoulos, Scott O'Brien, Simon O'Leary, Hillary Bradfield és Murray Debus. A zenéjét Jay Vincent szerezte. A tévéfilmsorozat a The Harvey Entertainment Company és a DreamWorks Animation Television gyártásában készült. Műfaja kalandfilmsorozat. A sorozat részei először 2018. június 29-én kerültek fel a Netflixre. Magyarországon szinkronosan a Netflix fogja bemutatni.

## Szereplők
| Szereplő              | Eredeti hang                                               | Magyar hang |
| --------------------- | ---------------------------------------------------------- | ----------- |
| Lotta                 | Lauren Lapkus                                              |             |
| Audrey                | Stephanie Lemelin                                          |             |
| Dot                   | Kelly McCreary                                             |             |
| Melvin                | Atticus Shaffer                                            |             |
| Tiny                  | Danny Pudi                                                 |             |
| Lucretia              | Grey Griffin                                               |             |
| Frufru                | Grey Griffin                                               |             |
| The Harvey Street Bow | Grey Griffin                                               |             |
| Fredo                 | Utkarsh Ambudkar                                           |             |
| Pinkeye               | Roger Craig Smith                                          |             |
| Bobby the Elder       | Roger Craig Smith                                          |             |
| Gerald                | Jamaal Hepburn                                             |             |
| Chevron               | Anna Camp                                                  |             |
| Raccoons              | Dee Bradley Baker                                          |             |
| Crush4U               | Joey McIntyre, Nick Lachey, Joey Fatone, és Shawn Stockman |             |

## Évados áttekintés
| Évad | Évad | Epizódok | Eredeti sugárzás | Eredeti sugárzás | Magyar sugárzás | Magyar sugárzás |
| Évad | Évad | Epizódok | Évadpremier      | Évadfinálé       | Évadpremier     | Évadfinálé      |
| ---- | ---- | -------- | ---------------- | ---------------- | --------------- | --------------- |
|      | 1    | 13       | 2018. június 29. | 2018. június 29. | TBA             | TBA             |
|      | 2    | 13       | 2019. május 10.  | 2019. május 10.  | TBA             | TBA             |